# Български изследователски институт в Австрия
Българският изследователски институт в Австрия (БИИА) е създаден на 20 януари 1978 г. като платформа за срещи на български учени с техни западни колеги оттатък Желязната завеса, за изучаване на българското 
културно-историческо наследство в Австрия и популяризиране на България в Европа. Негови ръководители са изтъкнати български учени, някои от които носители на международната награда „Готфрид фон Хердер“. Институтът е закрит през 2009 г., като формалната причина е липсата на средства в условията на криза.

## История
В първите години БИИА се ръководи от Министерството на външните работи, Комитета за култура, Българската академия на науките, а от 1983 – от Главно управление на архивите (ГУА) при Министерския съвет (сега Държавна агенция „Архиви“). Съгласно своя Устройствен правилник, от 1 юли 2000 г. БИИА е дирекция в структурата на ГУА.
БИИА е имал съществен принос за издаването на научното списание за исторически и езиковедски извори и изследвания Miscellanea Bulgarica, което дружеството „Приятели на Дом Витгенщайн“ продължава да публикува и през 2025 г.
Институтът е бил разположен в Дом Витгенщайн във Виена. В същата сграда се помещават основаният през 1975 г. Български културен институт „Дом Витгенщайн“, дружеството „Приятели на Дом Витгенщайн“ (Verein "Freunde des Hauses Wittgenstein"), учредено на 13 май 1977 г. и създаденият на 28 ноември 1979 г. „Клуб на културните дейци при Дом Витгенщайн“.

## Директори и заместник-директори
- Проф. Иван Гълъбов (1978 – 1979)
- Проф. Христо Данов и проф. Милчо Лалков (1979 – 1981)
- Проф. Вера Мутафчиева (1981 – 1982)
- Проф. Снежана Панова (1982 – 1984)
- Акад. Васил Гюзелев (1984 – 1989)
- доц. Христо Холиолчев (1984 – 2001)
- Антоанета Чолакова (2001 – 2009)

Архивният фонд на института с № 1506  се съхранява в Централния държавен архив.